# Jadeit

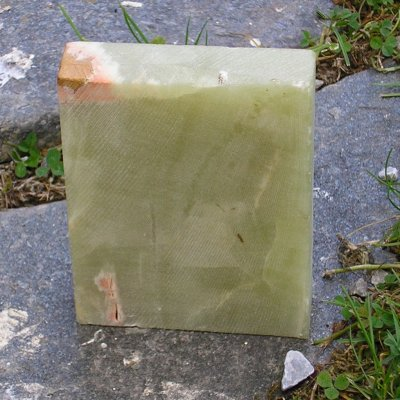
jadeit

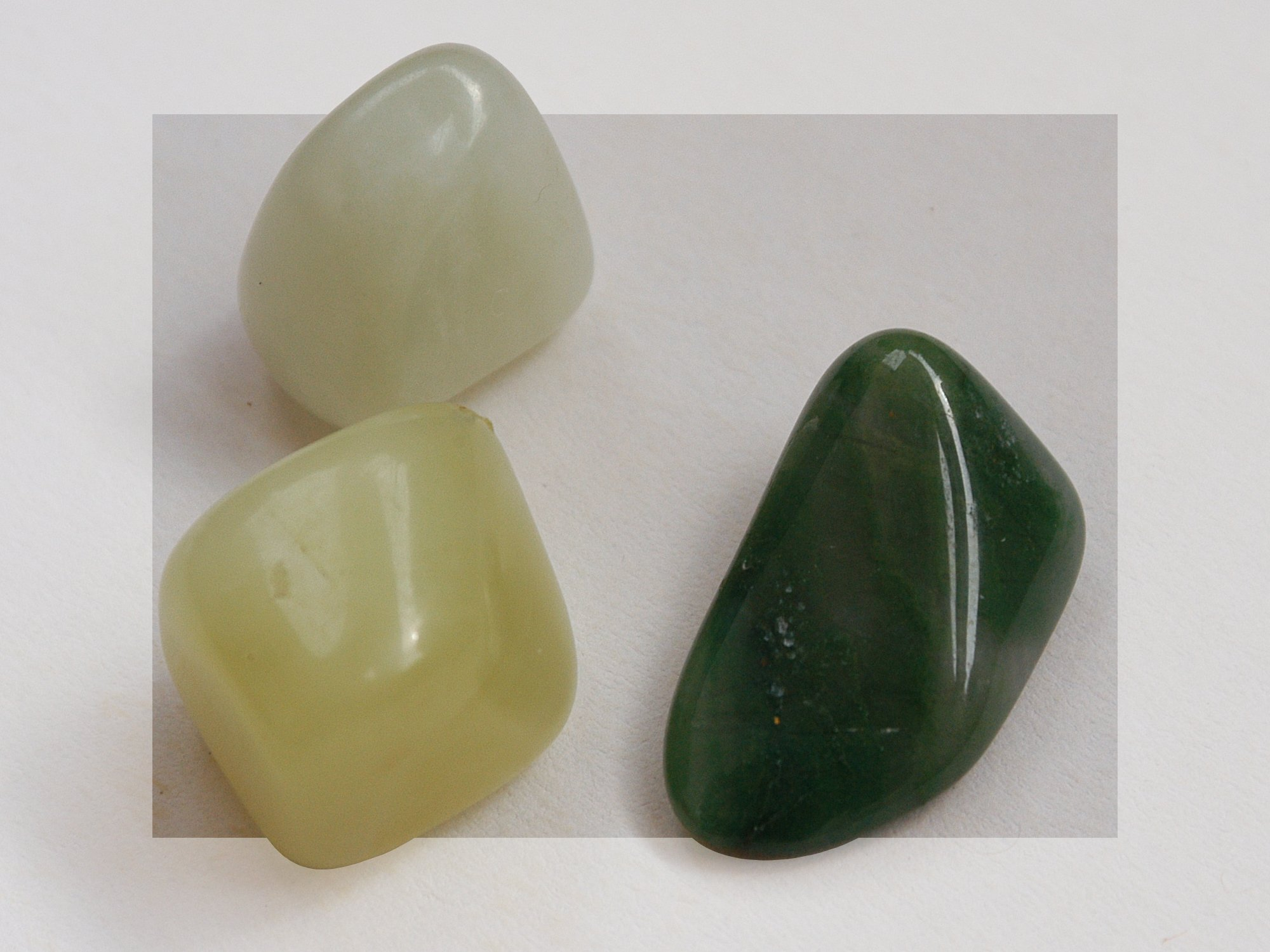
kolory jadeitu

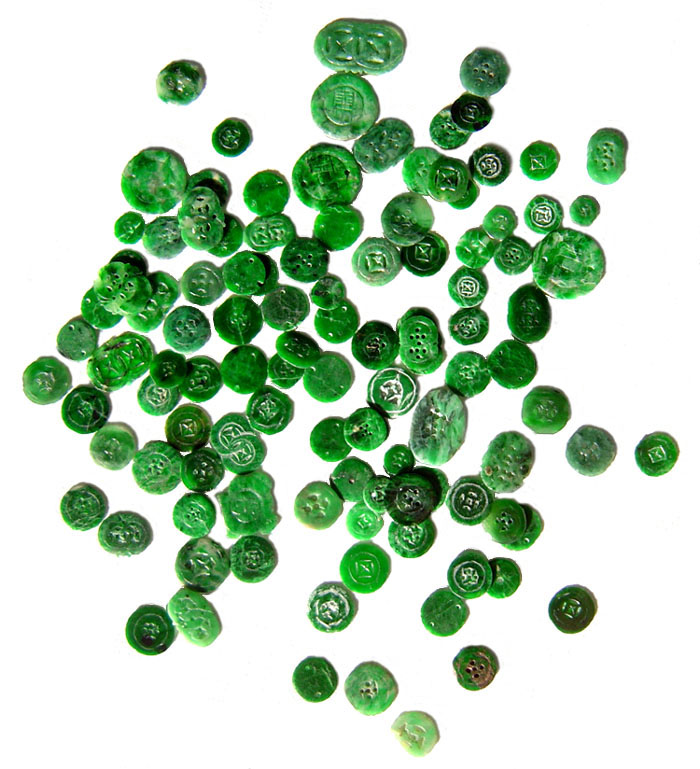
Zabytkowe chińskie guziki z jadeitu

Jadeit – minerał z gromady krzemianów łańcuchowych, zaliczany do grupy piroksenów. Minerał należy do grupy minerałów rzadkich.
Wraz z egirynem i omfacytem tworzy szereg jadeitu.
Nazwa pochodzi od wykonanych z jadeitu amuletów noszonych przez hiszpańskich konkwistadorów w celu ochrony przed dolegliwościami ze strony nerek. Nazywali je piedra de ijada (kamień lędźwiowy) albo piedra de los riñones (kamień nerkowy).
Czasami w stosunku do jadeitu oraz do często mylonego z jadeitem nefrytu stosuje się nazwę żad.

## Właściwości
- Wzór chemiczny: NaAlSi2O6 – krzemian sodu i glinu, niekiedy zawiera domieszkę wapniowo-magnezowego diopsydu.
- Układ krystalograficzny – jednoskośny
- Twardość w skali Mohsa – 6,5 – 7
- Łupliwość – doskonała
- Rysa – biała
- Przełam – nierówny, muszlowy
- Gęstość – 3,2 do 3,3 g/cm³
- Barwa – bezbarwny, różne barwy (biała, żółta, zielona, fioletowa)
- Połysk – szklisty, perłowy

Bardzo rzadko tworzy dobrze wykształcone kryształy. Najczęściej występuje w postaci zbitej masy, mikrokrystalicznej, włóknistej; tworzy skupienia ziarniste lub włókniste agregaty. Najczęściej jest lśniącozielony, przeświecający lub przezroczysty. Współwystępuje z diopsydem, egirynem, glaukofanem, albitem, granatem.
- Chloromelanit – odmiana jadeitu o barwie zielonej do czarnej, zawierająca znaczny procent żelaza. Występuje w Meksyku, Nowej Gwinei, Szwajcarii, Francji.
- Astrydyt – odmiana ciemnozielona jadeitu, bogata w chrom, znaleziona na Nowej Gwinei (jaśniejsze plamki pochodzą od przerostków kwarcu i opal). Występuje w skałach oliwinowych.

## Występowanie
Występuje głównie w łupkach krystalicznych i innych skałach metamorficznych. Najczęściej tworzy się w niskich temperaturach i stosunkowo wysokich ciśnieniach. Bywa spotykany w serpentynitach, czasami w amfibolitach i przeobrażonych szarogłazach.
Miejsca występowania:
- Birma – jest największym dostawcą jadeitu; od przeszło 200 lat zaopatruje Chiny w przeświecający jadeit cesarski (imperial jade).
- Chiny – odmiany o zielonej barwie „Yunan jadeit”.
- Japonia – materiał nie nadaje się do celów jubilerskich.
- Włochy – Piemont.
- USA – Kalifornia (często jest to mieszanina z nefrytem).
- Gwatemala – stąd pochodził jadeit wykorzystywany przez kultury mezoamerykańskie (Olmeków, Majów i Azteków).
- Nowa Zelandia – zwany jest przez Maorysów pounamu. W jego poszukiwaniu Maorysi prowadzili ekspedycje w najbardziej niedostępne obszary Wyspy Południowej. Pounamu ceniono za twardość i ostrość krawędzi – Maorysi, podobnie jak inni Polinezyjczycy, nie mieli dostępu do metali. Przypisywano mu także znaczenie mistyczne.
- Polska – Tąpadła u podnóża Góry Ślęży na Przedgórzu Sudeckim (tworzy tam drobne agregaty); spotykany jest też w Górach Kaczawskich i na Pogórzu Kaczawskim na Dolnym Śląsku.

## Zastosowanie
- ma znaczenie naukowe – wskaźnik warunków i charakteru przeobrażeń skał.
- stanowi poszukiwany, atrakcyjny i wysoko ceniony[przez kogo?] kamień kolekcjonerski
- ceniony[przez kogo?] kamień dekoracyjny i ozdobny
- wykorzystywany w jubilerstwie – kamienie o znaczeniu gemmologicznym pochodzą z Birmy i Gwatemali (duży stopień przezroczystości tzw. żad imperialny).

Ten minerał o znacznej twardości był ceniony przez wiele kultur, np. w starożytnych Chinach, w państwach Mezoameryki i przez ludy maoryskie (pounamu). Z jadeitu wyrabiano ozdoby oraz – ze względu na twardość – narzędzia i kosztowną broń.
Skupienia mogą osiągać masę kilku ton, jednak materiał jubilerski należy do rzadkości. Kamienie przeważnie o szlifie kaboszonu rzadko przekraczają masę 5 kt. Jadeit jest cenionym materiałem rzeźbiarskim – o wartości decyduje nie tylko artyzm, lecz również jakość użytego materiału oraz jego barwa.